# Šebrelje
Šebrelje je naselje v Občini Cerkno.